# Chi-Town Rumble
Chi-Town Rumble est une manifestation télédiffusée de catch visible uniquement en paiement à la séance produite par la National Wrestling Alliance. Il s'est déroulé le 20 février 1989 au UIC Pavilion de Chicago, Illinois.

## Résultats
- Michael Hayes def. Russian Assassin #1 (w/Paul Jones) (15:48)
  - Hayes a effectué le tombé sur 1.
- Sting def. Butch Reed (w/Hiro Matsuda) (20:07)
  - Sting a effectué le tombé sur Reed avec un Sunset Flip.
- The Midnight Express (Bobby Eaton et Stan Lane) et Jim Cornette def. The Original Midnight Express (Jack Victory et Randy Rose) et Paul E. Dangerously dans un Loser Leaves NWA match (15:51)
  - Lane a effectué le tombé sur Rose après un Double Flapjack.
  - Victory était un remplaçant pour Dennis Condrey, qui a été viré par la NWA.
- Mike Rotunda def. Rick Steiner (w/Scott Steiner) pour remporter le NWA World Television Championship (16:21)
  - Rotundo a effectué le tombé sur Rick quand il tombait à la suite d'une Sleeperhold.
- Lex Luger def. Barry Windham (w/Hiro Matsuda)pour remporter le NWA United States Championship (10:43)
  - Luger a effectué le tombé sur Windham.
- The Road Warriors (Hawk et Animal) (w/Paul Ellering) def. The Varsity Club (Steve Williams et Kevin Sullivan) pour conserver le NWA World Tag Team Championship (8:27)
  - Hawk a effectué le tombé sur Sullivan après une Flying Clothesline.
- Ricky Steamboat def. Ric Flair pour remporter le NWA World Heavyweight Championship (23:18)
  - Steamboat a effectué le tombé sur Flair avec un petit paquet.